# Eicochrysops hippocrates
The White-tipped Blue (Eicochrysops hippocrates) là một loài bướm ngày thuộc họ Bướm xanh. Nó được tìm thấy ở Africa, phía nam of the Sahara, bao gồm Madagascar. In South Africa it is found from the East Cape along the KwaZulu-Natal coast to Swaziland, Mpumalanga và the Limpopo Province.
Sải cánh dài 18–23 mm đối với con đực và 20–24 mm đối với con cái. Con trưởng thành bay từ tháng 9 đến tháng 11 và from tháng 1 đến tháng 6. Có hai lứa trưởng thành một năm.
Ấu trùng ăn Polygonum và Rumex species.